# Powstańców Śląskich (osiedle Wrocławia)
Powstańców Śląskich, nazywane również Południe – osiedle we Wrocławiu na obszarze dawnej dzielnicy Krzyki. Osiedle swój obecny kształt uzyskało po II wojnie światowej wskutek zabudowy niemal zrównanej z ziemią dzielnicy cesarza Wilhelma (Kaiser-Wilhelm-Viertel), w miejscu wcześniejszej osady Neudorf. Położone w okolicy placu Powstańców Śląskich i wzdłuż ulicy Powstańców Śląskich (stąd nazwa), w południowej części miasta (stąd druga z używanych potocznie nazw). Osiedle graniczy z Gajowicami na zachodzie, Przedmieściem Świdnickim na północy, Hubami na wschodzie oraz Borkiem na południu.

## Historia osiedla
Nowa Wieś, łac. Villa Nova, niem. Neudorf (czasem, dla odróżnienia od innych Nowych Wsi wokół Wrocławia nazywana „Komandorską”) była w przeszłości źródłem zaopatrzenia miasta w warzywa i owoce. W XIX wieku, po kasacie klasztorów i zburzeniu miejskich fortyfikacji wieś Neudorf wraz z dzielącym ją od miasta Przedmieściem Świdnickim zaczęła zmieniać charakter na coraz bardziej miejski. W 1868 Nową Wieś przyłączono formalnie do miasta, w tym samym czasie przecinające ją w kierunku południkowym naturalne przedłużenie ulicy Świdnickiej w kierunku Borka (Kleinburg) przemianowano z Kleinburger Chaussee na Kleinburgerstraße, tą nieznaczną zmianą (z „szosy” na „ulicę”) podkreślając jej przynależność do miasta. Wkrótce potem dokonano parcelacji kolonii willowej w Borku, a wzdłuż Kleinburgerstraße podjęto działania urbanistyczne zmierzające do stworzenia tu reprezentacyjnego Przedmieścia Południowego. Kleinburgerstraße przemianowano ponownie poszerzając ją do 27-metrowej szerokości alei i nadając jej (w 1877) za patrona cesarza Wilhelma I i nazwę Kaiser-Wilhelm-Straße. Zaczęły tu powstawać najbardziej reprezentacyjne wille i kamienice najbogatszych mieszkańców miasta. Mieszkania w tych kamienicach były bardzo duże, miały często nawet 300 m² powierzchni, a przed kamienicami urządzano ogrody. W południowej części osiedla wytyczono duży okrągły plac otoczony ulicą (dziś taki obiekt inżynierii ruchu drogowego nazywa się rondem), dzisiejszy plac Powstańców Śląskich. Przy rondzie w 1911 wybudowano okazały gmach Wyższego Urzędu Górniczego (dziś – Zakład Energetyczny), a w 1916 tuż przed granicą z Borkiem (wyznaczoną skrzyżowaniem Powstańców Śląskich z Wiśniową i Hallera) – gmach Dyrekcji Okręgu Pocztowego (także po wojnie była tu m.in. Dyrekcja Wojewódzka PP „Poczta Polska, Telefon i Telegraf” i Dyrekcja Okręgu Poczty i Telekomunikacji). W latach trzydziestych XX wieku ulicę przebudowano, przenosząc torowisko tramwajowe na wydzielony pomiędzy jezdniami pas zieleni. 20 kwietnia 1938, w 49. urodziny Hitlera na cześć bojówek Sturmabteilungen (SA) ulicę ponownie przemianowano, nazywając ją Straße der SA.
W trakcie walk o Festung Breslau rejon Przedmieścia Południowego leżał na głównym kierunku natarcia Armii Czerwonej na centrum miasta, prawdopodobnie między innymi także dlatego, że nie ma tu żadnych rzek, kanałów, fos i odnóg Odry, tak licznych we wszystkich innych dzielnicach miasta, a znacznie utrudniających postęp atakujących wojsk. Wielotygodniowy ostrzał i bombardowanie tej okolicy, wzmagany planowymi wyburzeniami niemieckich obrońców spowodował zniszczenie niemal wszystkich tutejszych budynków w stopniu tak znacznym, że nie nadawały się do odbudowy.
Przez kilkanaście lat po wojnie obszar ten – po wyburzeniu resztek przedwojennych budynków i wyremontowaniu kilku nadających się do odtworzenia – pozostawał niemal całkiem pustym, ponadstuhektarowym niezabudowanym placem. W latach sześćdziesiątych i siedemdziesiątych dopiero rozpoczęto szybką zabudowę tego terenu, dzieląc go umownie na cztery części (A, B, C, D) osiami ulic Wielkiej oraz Powstańców Śląskich: północno-zachodnią część „A”, nazwaną osiedlem „Anna”, północno-wschodnią – „Barbara”, południowo-zachodnią – „Celina” i południowo-wschodnią – „Dorota”. Budowę większości tutejszych budynków mieszkalnych, wzniesionych w technologii wielkopłytowej zakończono zasadniczo w połowie lat 70. Wśród nich wyróżnia się tzw. „mrówkowiec” – 11-kondygnacyjny budynek długości 235 metrów z 800 mieszkaniami przy ul. Drukarskiej oraz jeden z pierwszych wybudowanych w tej okolicy (jeszcze pod koniec lat 50.) „jamnik” – czterokondygnacyjny blok o 14 klatkach schodowych; pozostałe budynki zbudowane w tym czasie są na ogół standardowymi 5- lub 11-kondygnacyjnymi blokami mieszkalnymi.
Pod koniec dekady lat 70. wybudowano w północnej części terenu – przy skrzyżowaniu ulic Powstańców Śląskich i Swobodnej – 11-kondygnacyjny hotel „Wrocław”, jeden z pierwszych we Wrocławiu obiektów oddanych „pod klucz” przez firmę zagraniczną (projekt Jakko, Unto i Krystianina, wykonanie YP-Group Helsinki), a w 1982 przy skrzyżowaniu ulic Powstańców Śląskich i Wielkiej oddano do eksploatacji 25-kondygnacyjny biurowiec Poltegor Centre (obecnie rozebrany). Budowany był w latach 1974-1981 technologią monolityczną był najwyższym budynkiem we Wrocławiu. Wzdłuż ulicy Powstańców Śląskich, po jej wschodniej stronie w latach 80. i 90. oddano do eksploatacji dwa 14-16-kondygnacyjne budynki zwane „galeriowcami”, z przylegającymi do nich aneksami usługowymi (galeriowiec przy ulicy Powstańców Śląskich 46-64, galeriowiec przy ulicy Powstańców Śląskich 84-94, oraz wcześniej oddany galeriowiec przy ulicy Powstańców Śląskich 112-122). Obszerny, 4,5-hektarowy plac pośrodku osiedla, położony pomiędzy hotelem „Wrocław” (Novotel Wrocław Centrum, Ibis Wrocław Centrum) a wybudowanym w miejsce budynku Poltegor wieżowcem „Sky Tower” pozostawał niezabudowany aż do roku 2016.

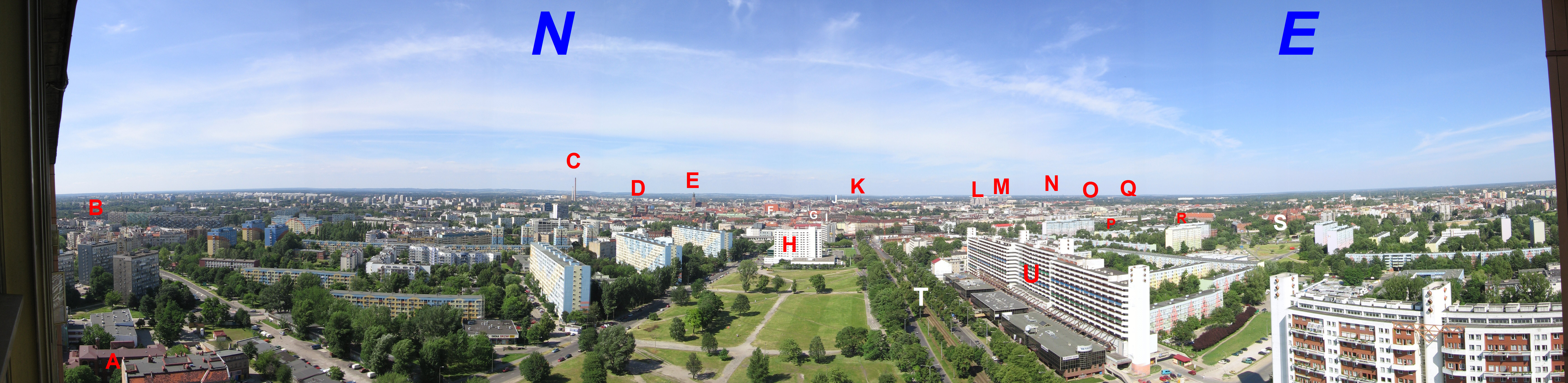
widok z „Poltegoru” na północną część osiedla (fot. z 2005 r.); pośrodku – niezabudowany plac i hotel „Wrocław”

Dopiero w II połowie drugiej dekady XXI wieku rozpoczęła się intensywna zabudowa tej przestrzeni. Zaczęły tu powstawać zarówno bloki mieszkalne (wzdłuż ul. Gwiaździstej) – I, II i III etap tzw. „Nowego Centrum Południowego”, jak i biurowce (wzdłuż ul. Powstańców Śląskich) „Centrum Południe”

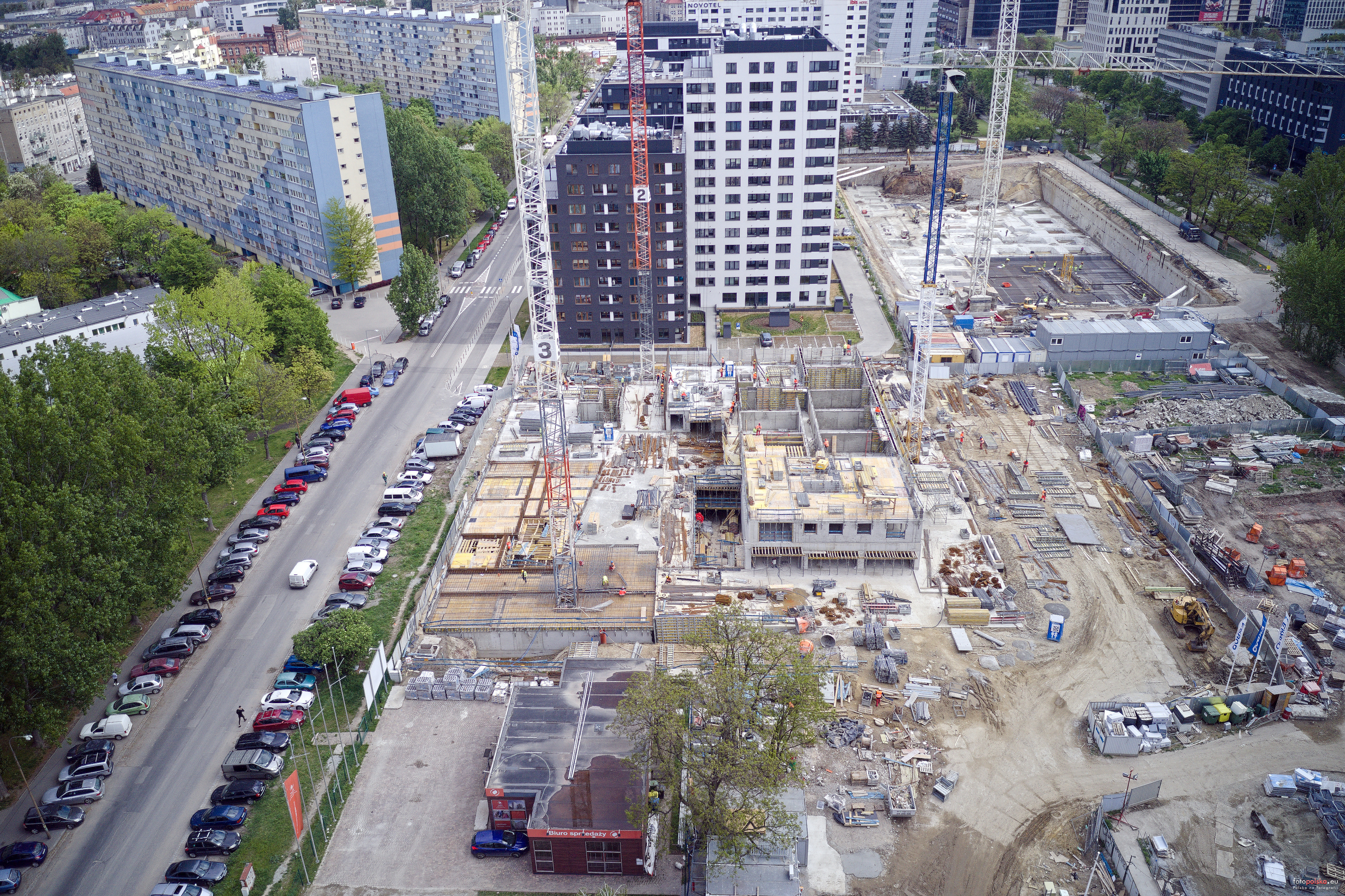
widok z lotu ptaka na budowę III etapu Nowego Centrum Południowego (2020 r.)

## Lista ulic osiedla
Zestawienie do celów ewidencyjno-wyborczych na podstawie Uchwały Rady Miejskiej z 6 lipca 2006

1. Aleja Generała Hallera N3-29A
2. Aleja Wiśniowa P4-26, 36A, 36C
3. Drukarska
4. Energetyczna
5. Gajowicka P64-118, P130-148
6. Grabskiego
7. Gwiaździsta
8. Jantarowa
9. Kamienna 2-17, N19-75
10. Komandorska 23-177
11. Krakusa
12. Krucza 1-12, N13-31, 58, 68
13. Lubuska N1-7
14. Łączności
15. Nasypowa
16. Oficerska
17. Owsiana
18. Pabianicka
19. plac Ludwika Hirszfelda
20. plac Powstańców Śląskich
21. Pocztowa
22. Podchorążych
23. Powstańców Śląskich P2-154, N91-143
24. Pretficza 3-23
25. Radosna
26. Sanocka
27. Schneidera
28. Skwerowa
29. Skwierzyńska 17, 19, P2-24
30. Słowicza
31. Spadochroniarzy
32. Studzienna
33. Stysia
34. Sudecka P76-96, N103-119
35. Swobodna
36. Szczęśliwa
37. Sztabowa N51-79, P76-82, 85-96
38. Ślężna N1-33
39. Trwała
40. Wandy
41. Wielka
42. Zaolziańska
43. Zaporoska P24-70, 51, N71-87
44. Zielińskiego 22-90

## Galeria

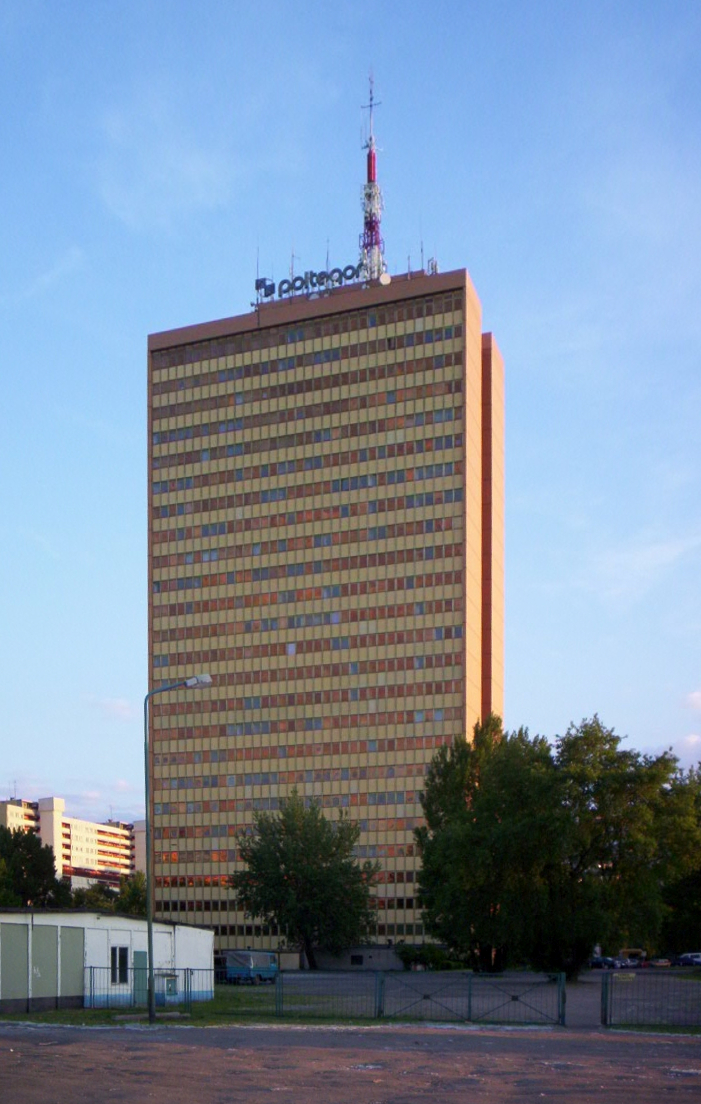
„Poltegor” (fot. z 2005 r.) – do 2007 roku najwyższy budynek Wrocławia, znajdujący się pośrodku osiedla, w jego miejscu stoi obecnie Sky Tower
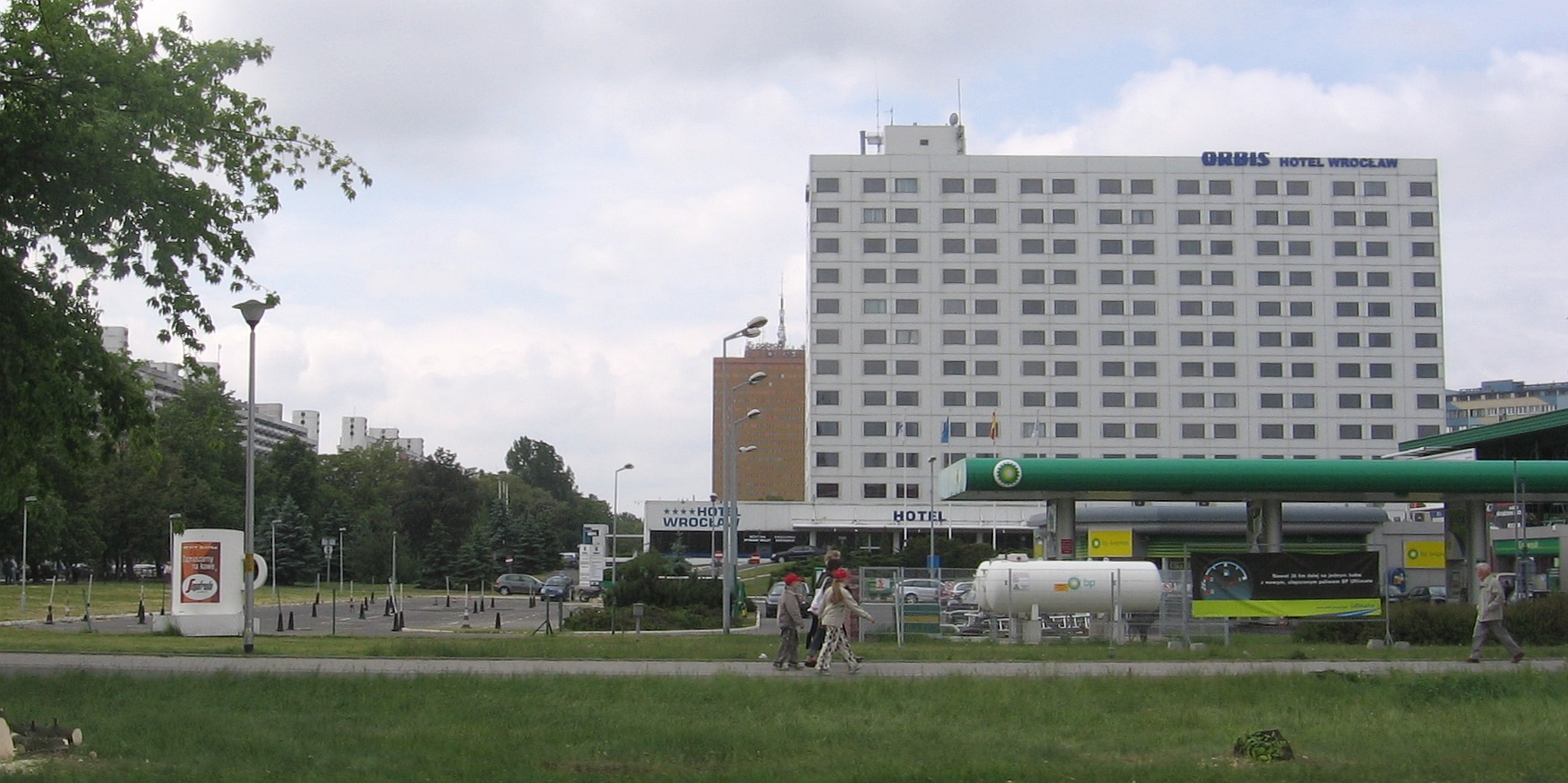
fot. z 2006 r.: z prawej hotel „Wrocław”, z lewej „galeriowce”, pośrodku w głębi nieistniejący już „Poltegor”; na miejscu widocznego na pierwszym planie dużego trawnika przy stacji benzynowej w latach 2007-2008 wybudowano biurowiec „Globis”
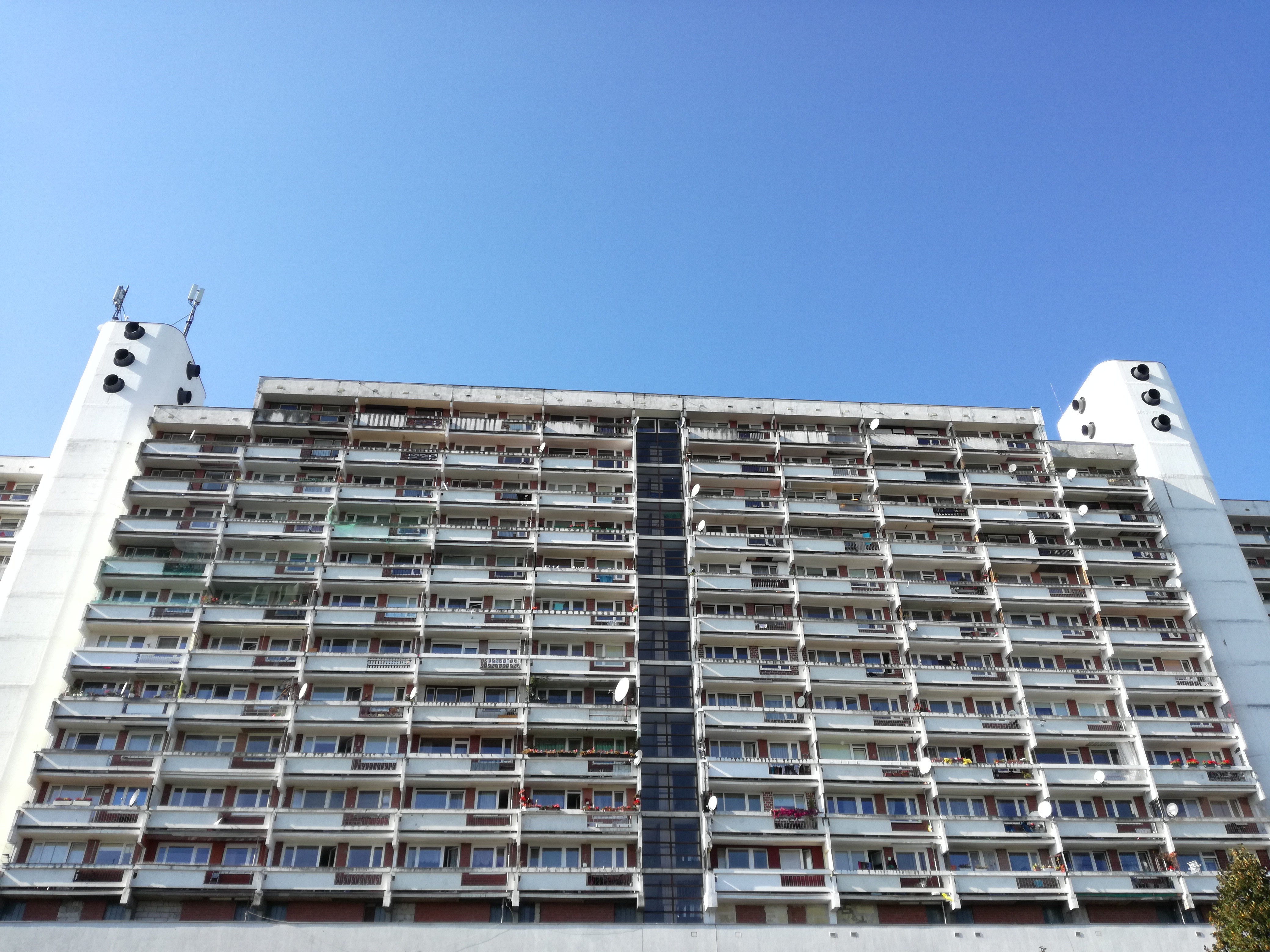
Galeriowiec przy Powstańców Śląskich, elewacja
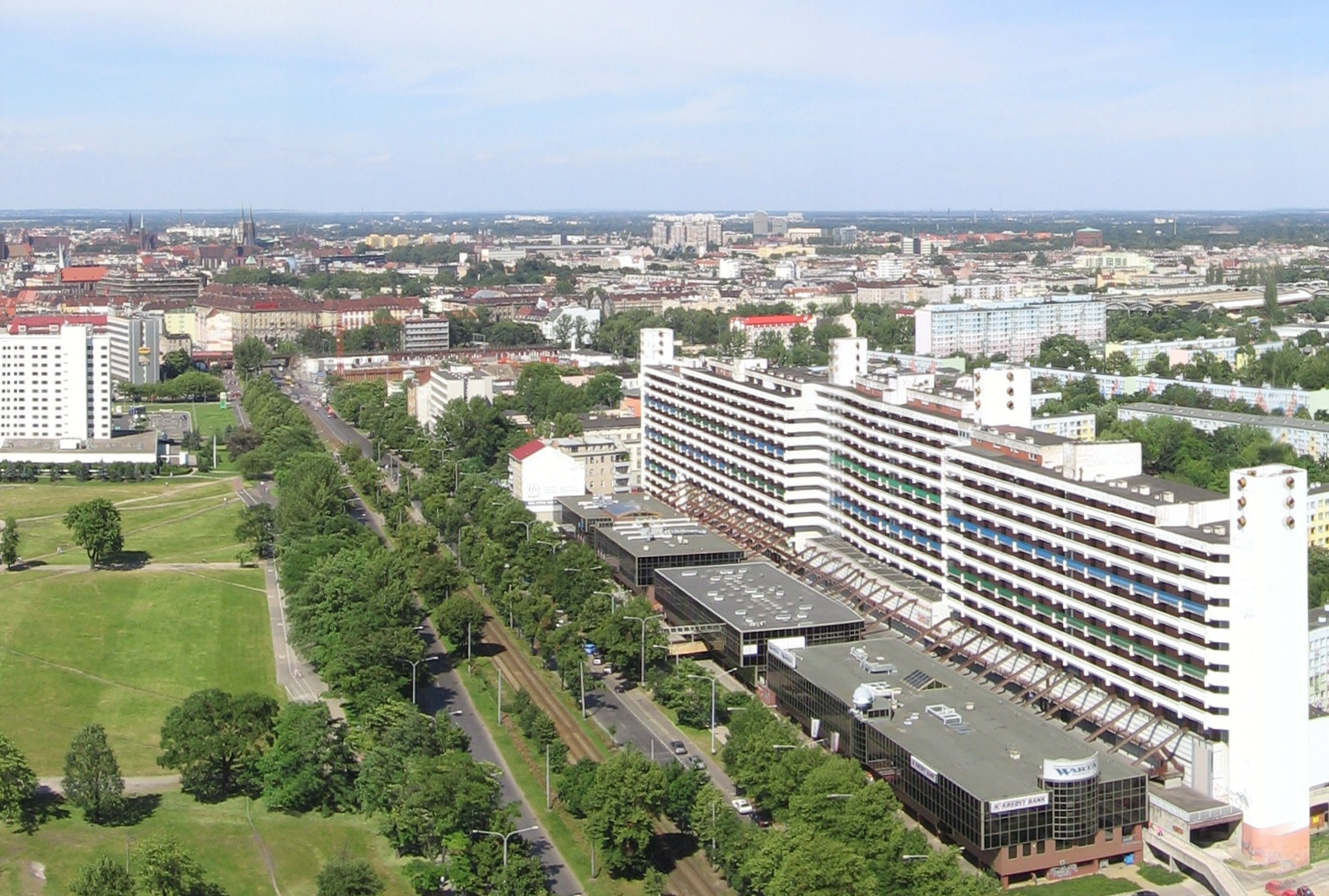
Galeriowiec przy Powstańców Śląskich, widok z lotu ptaka